# Luke Bilyk

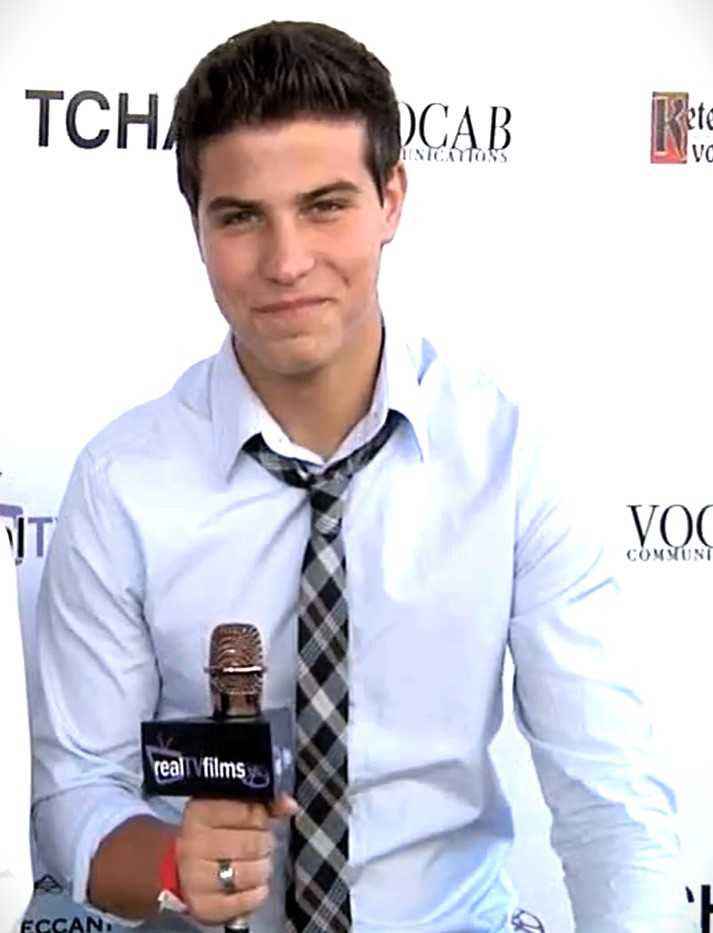
Luke Bilyk (2011)

Luke Barry Bilyk (* 10. November 1994 in Toronto, Ontario) ist ein kanadischer Schauspieler.

## Leben
Bilyk begann seine Schauspielkarriere 2007 mit der Rolle eines Teenager in der Fernsehserie Teen Buzz. Danach spielte er Gastrollen in Serien wie Unsere kleine Moschee und The Jon Dore Show . 2010 erhielt er eine Rolle in dem Fernsehfilm Mein Babysitter ist ein Vampir – Der Film und ein Jahr später ein Gastauftritt in Flashpoint – Das Spezialkommando
Seit Juli 2010 hat er die Rolle des Andrew "Drew" Torres in der kanadischen Jugendserie Degrassi: The Next Generation inne.

## Filmografie (Auswahl)
- 2007: Teen Buzz (The Latest Buzz, Fernsehserie, Episode 2x06)
- 2007: Unsere kleine Moschee (Little Mosque on the Prairie, Fernsehserie, Episode 2x08)
- 2009: The Jon Dore Show (Fernsehserie, Episode 2x03)
- 2010–2015: Degrassi: The Next Generation (Fernsehserie, 187 Episoden)
- 2010: Mein Babysitter ist ein Vampir – Der Film (My Babysitter's a Vampire, Fernsehfilm)
- 2011: Flashpoint – Das Spezialkommando (Flashpoint, Fernsehserie, Episode 4x08)
- 2014–2015: Lost Girl (Fernsehserie, 10 Episoden)
- 2017: Kiss and Cry (Film)
- 2018: Legends of Tomorrow (Fernsehserie, Episode 3x14)
- 2019: Black Conflux
- 2020: A Teacher (Miniserie, 10 Episoden)
- 2021: Good Witch (Fernsehserie, 4 Episoden)